# Communauté de communes du Pays d’Argenton-sur-Creuse
Die Communauté de communes du Pays d’Argenton-sur-Creuse ist ein ehemaliger französischer Gemeindeverband mit der Rechtsform einer Communauté de communes im Département Indre in der Region Centre-Val de Loire. Er wurde am 27. Dezember 1993 gegründet und umfasste 13 Gemeinden. Der Verwaltungssitz befand sich im Ort Argenton-sur-Creuse.

## Historische Entwicklung
- 27. Dezember 1993: Gründung durch die benachbarten Gemeinden Argenton-sur-Creuse, Le Pêchereau und Saint-Marcel
- 1. Januar 2001: Beitritt der Gemeinden Bouesse, Celon, Chasseneuil, Chavin, Le Menoux, Mosnay und Tendu.
- 1. Januar 2002: Beitritt der Gemeinden Le Pont-Chrétien-Chabenet und Velles.
- 1. Januar 2006: Beitritt der Gemeinde Saint-Gaultier

Mit Wirkung vom 1. Januar 2017 fusionierte der Gemeindeverband mit der Communauté de communes du Pays d’Éguzon-Val de Creuse und bildete so die Nachfolgeorganisation Communauté de communes Éguzon-Argenton-Vallée de la Creuse.

## Ehemalige Mitgliedsgemeinden
1. Argenton-sur-Creuse
2. Bouesse
3. Celon
4. Chasseneuil
5. Chavin
6. Le Menoux
7. Mosnay
8. Le Pêchereau
9. Le Pont-Chrétien-Chabenet
10. Saint-Gaultier
11. Saint-Marcel
12. Tendu
13. Velles